# Keanu Reeves
Keanu Charles Reeves, a inizio carriera conosciuto anche come K.C. Reeves (IPA: [kiˈɑːnuː ˈɹiːvz]; Beirut, 2 settembre 1964), è un attore e musicista canadese.
È noto per aver interpretato l'hacker Neo, nella quadrilogia di fantascienza Matrix (1999-2021); il killer John Wick, nell'omonimo franchise di azione (2014-2023) diretto da Chad Stahelski; il gigolò Scott Favor nel film drammatico Belli e dannati (1991);  l'agente federale Johnny Utah in Point Break - Punto di rottura (1991); Jonathan Harker in Dracula di Bram Stoker (1992); il principe Siddhārtha in Piccolo Buddha (1993); l'agente di polizia Jack Traven in Speed (1994); Johnny Mnemonic nell'omonimo film (1995) diretto da Robert Longo, tratto dal romanzo di fantascienza cyberpunk Johnny Mnemonico di William Gibson; l'avvocato Kevin Lomax nel thriller soprannaturale L'avvocato del diavolo (1997); il personaggio dei fumetti DC Comics John Constantine nell'omonimo film (2005); l'alieno Klaatu in Ultimatum alla Terra (2008). Ha inoltre prestato la voce a Duke Caboom in Toy Story 4 (2019); Johnny Silverhand nel videogioco Cyberpunk 2077 (2020); Batman nel film di animazione DC League of Super-Pets (2022); Shadow the Hedgehog in Sonic 3 - Il film (2024). È stato spesso annoverato tra gli attori più sexy del cinema mondiale.
Parallelamente all'attività di attore, dal 1991 al 2005 e nuovamente dal 2022, è anche bassista. Ha militato nei gruppi musicali Dogstar (1991-2002; 2022-presente) e Becky (2002-2005).

## Etimologia del nome
Il nome Keanu è la forma abbreviata dell'hawaiiano Keaweaheulu, che significa "brezza leggera che sale (dal mare verso i monti)", e si riferisce probabilmente a quel fenomeno atmosferico che viene descritto scientificamente come "brezza di mare". La traduzione letterale di Keanu è semplicemente "la frescura" (in hawaiiano ke è l'articolo determinativo e anu significa "freddo, freschezza, frescura"). Keanu stesso però traduce il suo nome in inglese come cool breeze over the mountains, cioè "brezza fresca di montagna".

## Biografia
Keanu Reeves nasce il 2 settembre 1964 a Beirut, in Libano, figlio di Samuel Nowlin Reeves Jr., un geologo statunitense di origini hawaiiane, cinesi e portoghesi e di Patricia Taylor, una ballerina e costumista britannica originaria dell'Essex. Patricia faceva la ballerina di intrattenimento nella capitale libanese quando incontrò Samuel, il quale lasciò sua moglie e, una volta appresa della gravidanza della madre di Keanu, sposò Patricia.

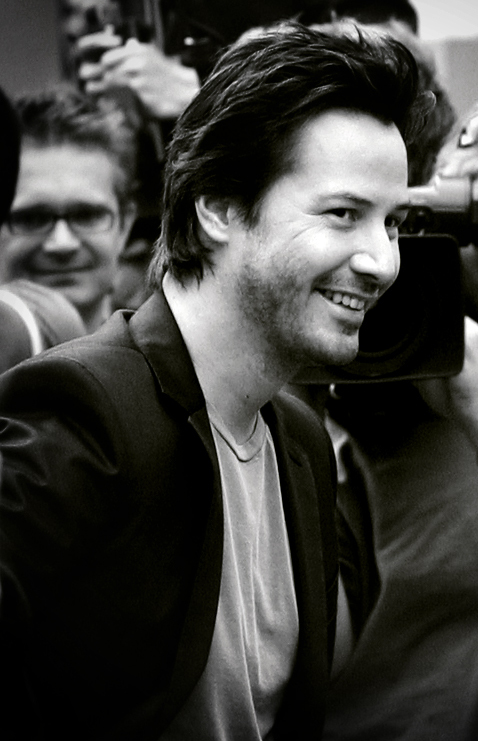
Keanu Reeves nel 2006

Nel 1966 la madre si separa dal marito e si trasferisce con i figli a Toronto, in Canada, dove lavora come costumista per Alice Cooper, Dolly Parton e altri musicisti statunitensi. Secondo quanto affermato da Reeves stesso in un'intervista per The New York Times, ha visto per l'ultima volta il padre sull'isola di Kauaʻi all'età di tredici anni. Durante gli anni in cui frequenta le scuole superiori, cambia quattro scuole e nessuno si accorge che le sue difficoltà scolastiche, in realtà, sono dovute a un disturbo di lettura: l'attore infatti è dislessico. Per questo motivo Reeves decide di abbandonare gli studi a 17 anni, senza conseguire mai il diploma di scuola superiore. Mentre frequenta le scuole superiori, inoltre, Keanu diventa giocatore di hockey su ghiaccio, assumendo il ruolo di portiere ufficiale della squadra del college De La Salle di Toronto, in Canada, e venendo eletto miglior giocatore della scuola, cosa che gli avrebbe aperto la strada a una carriera da professionista nell'hockey. Al momento della scelta decisiva, tuttavia, opta però per le luci della ribalta, complice un infortunio alla mano che ne pregiudica la carriera sportiva. Fino alla maggiore età vive a Toronto con la madre, dove frequenta dei corsi di recitazione. Per mantenersi, lavora come affilatore di pattini da ghiaccio, boscaiolo e per un anno diviene anche dipendente di un negozio di pasta.
Nel 1986 Reeves suscita l'attenzione della critica grazie al film I ragazzi del fiume, ma il suo primo ruolo da protagonista è, nello stesso anno, nei film sul mondo dell'hockey Spalle larghe, dove recita al fianco di Rob Lowe, e Giustizia violenta, al fianco di Kiefer Sutherland e Joe Spano. Il primo successo dell'attore è il film Bill & Ted's Excellent Adventure, del 1989, seguito da Un mitico viaggio, del 1991. Nel 1990 è co-protagonista della commedia Ti amerò... fino ad ammazzarti, diretto da Lawrence Kasdan, al fianco di Kevin Kline, Tracey Ullman, Joan Plowright, River Phoenix e William Hurt. Reeves vi interpreta il personaggio di Marlon, uno dei due tossicodipendenti (l'altro è Harlan, interpretato da William Hurt) ingaggiati da Rosalie (Tracey Ullman) per uccidere Joey (Kevin Kline). Lo stesso anno presta inoltre la voce al personaggio ricorrente di Ted Logan nella prima stagione della serie televisiva animata Bill & Ted's Excellent Adventures. Nel 1992 è protagonista, al fianco di Winona Ryder (Mina Murray), Gary Oldman (Dracula) e Anthony Hopkins (Abraham Van Helsing), del film Dracula di Bram Stoker, fedele trasposizione del romanzo Dracula, dello scrittore britannico Bram Stoker diretta da Francis Ford Coppola e in cui Keanu Reeves interpreta il personaggio di Jonathan Harker. L'attore, alto 185 cm, nel 1995 viene incluso dalla rivista statunitense People tra le "50 persone più belle del mondo" e la rivista di cinema britannica Empire lo colloca più volte nella lista dei "100 attori più sexy della storia del cinema", alla diciassettesima posizione nel 1995 e alla ventottesima nel 2007, assegnandogli, nel 1997, il ventitreesimo posto nella lista dei "100 attori più grandi di tutti i tempi".
Il suo lavoro spazia da parti in piccoli film indipendenti come Belli e dannati di Gus Van Sant, dove interpreta un ragazzo che si prostituisce vendendosi sia a uomini sia a donne, a Point Break - Punto di rottura che lo rende celebre, per passare poi al ruolo dell'avvocato Kevin Lomax ne L'avvocato del diavolo, fino al ruolo di Neo, protagonista della quadrilogia di culto di Matrix. Il ruolo di Neo viene inizialmente scritto dalle sorelle Wachowski per Brandon Lee, ma in seguito alla morte dell'attore viene offerto prima a Johnny Depp e poi a Will Smith, ma entrambi rifiutano e la scelta ricade quindi Reeves. Per i sequel Matrix Reloaded e Matrix Revolutions, l'attore percepisce 20 milioni di dollari a film più il 15% delle entrate mondiali, per un totale di 185 milioni di dollari. Reeves viene pagato tra i 15 milioni e i 20 milioni di dollari a film.
Nel 2000, ottiene una candidatura ai Razzie Awards nella categoria peggiore attore non protagonista per The Watcher, candidatura ripresentata nel 2001 in qualità di peggiore interpretazione per i due film Hardball e Sweet November - Dolce novembre. Nel 2002 termina la sua collaborazione come bassista, inziata nel 1991, con il gruppo rock Dogstar, progetto che quell'annno viene messo "in ibernazione". Dal 2002 suona inoltre il basso nel gruppo Becky, assieme all'ex batterista dei Dogstar, Robert Mailhouse, al chitarrista Paulie Kosta e alla cantante Rebecca Lord. All'inizio del 2005 annuncia di aver abbandonato la band e la carriera musicale.
Il 31 gennaio 2005 riceve una stella sulla Hollywood Walk of Fame. In quell'occasione, tra i vari annunci di congratulazioni pubblicati sui giornali di Los Angeles uno viene firmato Sandy B., per Sandra Bullock, la sua partner nelle pellicole Speed e La casa sul lago del tempo. L'attrice scrive di aspettarsi che Reeves contraccambi le congratulazioni in caso anche lei avesse ricevuto una stella; qualche settimana dopo Sandra riceve la sua stella e si ritrova una pagina di congratulazioni firmata da Keanu Reeves. In un sondaggio realizzato nel 2006 dal sito di intrattenimento statunitense Entertainment Tonight, Reeves viene incluso nella lista delle "10 star cinematografiche più amate d'America". Nell'aprile 2008 esce nelle sale statunitensi La notte non aspetta, film biografico diretto da David Ayer tratto da un breve racconto di James Ellroy a sua volta ispirato alla vicenza giudiziaria di O.J. Simpson. A dicembre del 2008 viene distribuito il remake del classico di fantascienza del 1951 Ultimatum alla Terra, in cui Keanu interpreata il ruolo del protagonista, l'alieno Klaatu, mentre al Festival di Berlino del 2008 viene presentato La vita segreta della signora Lee, scritto e diretto da Rebecca Miller, dove Reeves recita al fianco di Robin Wright, Winona Ryder e Monica Bellucci.

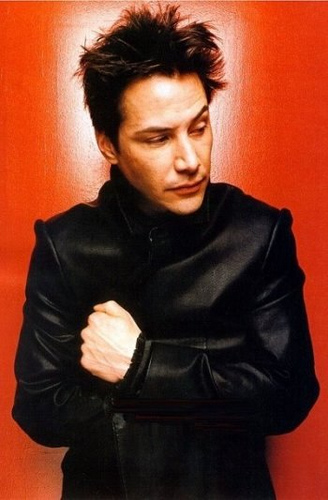
Keanu Reeves nel 1999

Grande appassionato di moto, nel 2011 Keanu Reeves fonda, in società con il preparatore Gard Hollinger, la Arch Motorcycle Co., azienda destinata a costruire moto su misura. Sempre ne 2011 scrive un libretto di poesie intitolato Ode to Happiness (lett. "Ode alla felicità"), illustrato dall'artista Alexandra Grant. Nel 2013 è alla sua prima prova dietro la cinepresa, quando dirige il film di arti marziali Man of Tai Chi, che interpreta al fianco di Hu Chen e Karen Mok. Nel 2016 è protagonista, accanto a Renée Zellweger, del thriller Una doppia verità. Nel 2019 presta la voce al personaggio di Duke Caboom, ispirato allo stuntman Evel Knievel, nel film di animazione della Pixar Toy Story 4.
Nel 2020 presta la propria voce e la propria immagine, in motion capture, al personaggio di Johnny Silverhand nel videogioco prodotto dalla casa CD Projekt RED, Cyberpunk 2077, distribuito il 10 dicembre 2020. Nel settembre 2019 viene annunciata la produzione di un quarto film del franchise Matrix, in cui ritornano Reeves e Carrie-Anne Moss a ricoprire le rispettive parti di Neo e Trinity. Il film Matrix Resurrections, sempre diretto dalle sorelle Watchowsky, viene distribuito nel 2021. Nel luglio dello stesso 2020 viene inoltre annunciato che Keanu Reeves avrebbe realizzato un fumetto assieme all'autore canadese Matt Kindt e all'artista italiano Alessandro Vitti. Il fumetto BRZRKR viene pubblicato da Boom!Studios sotto forma di serie limitata di 12 albi, uscita a cadenza mensile e il cui primo numero sarebbe dovuto uscire nelle fumetterie a partire 7 ottobre 2020, ma in realtà ne viene posticipata l'uscita di 4 mesi e messo in vendita dal 17 febbraio 2021. BRZRKR narra la storia di un guerriero immortale reduce da migliaia di anni di battaglie, che serve il governo degli Stati Uniti d'America e si ritrova ad affrontare la vita come una sorta di maledizione. L'idea per il personaggio è dello stesso Reeves e le sembianze vengono modellate dal disegnatore Vitti sulla fisionomia dell'attore. Lo sviluppo della trama, incentrate sul tema dello spionaggio e delle cospirazioni governative, vengono affidate al fumettista Matt Kindt, mentre Reeves si concentra sulle le scene d'azione e il background del protagonista. Al tempo dell'uscita si fa cenno a un probabile adattamento cinematografico con protagonista lo stesso Keanu Reeves: il progetto avrebbe dovuto essere sviluppato dalla Universal Pictures per il grande schermo o da Netflix per lo streaming. Queste due strade sarebbero entrambe favorite, visti gli accordi di parternariato già in essere tra la casa editrice Boom!Studios e i due colossi dell'intrattenimento.
Nel 2022 Keanu Reeves ritorna al mondo della musica, grazie alla reunion del gruppo musicale Dogstar. Nello stesso anno presta la voce al personaggio dei fumetti DC Comics, creato da Bob Kane, Batman nel film di animazione prodotto da Warner Bros. Animation, DC Entertainment e Seven Bucks Productions, e diretto da Jared Stern, DC League of Super-Pets, incentrato sulle avventure di Superman e del suo fido cane Krypto. Nell'aprile 2024, viene annunciato che l'attore avrebbe doppiato Shadow the Hedgehog, l'antieroico rivale di Sonic nella pellicola Sonic 3 - Il film, diretta da Jeff Fowler e terzo capitolo cinematografico della serie live action tratta dalla serie di videogiochi omonima, uscita a dicembre dello stesso anno. Il 23 luglio 2024 Keanu Reeves annuncia la pubblicazione del suo libro The Book of Elsewhere, un romanzo che fonde azione e fantascienza, scritto in collaborazione con China Miéville e ambientato in un universo parallelo a quello di BRZRKR, il libro segue le avventure di un guerriero immortale impegnato a scoprire i segreti della sua eterna esistenza.

## Vita privata
Nel 1999 si fidanza con l'attrice Jennifer Syme (1972) che, quando è all'ottavo mese di gravidanza il 24 dicembre 1999, partorisce una bambina nata morta a causa di una malformazione cardiaca congenita. Le danno il nome Ava. Dopo questo evento la coppia si divide.. Il 2 aprile 2001 Jennifer muore in un incidente stradale, dopo una festa  organizzata da Marilyn Manson: nonostante non fosse in condizioni di condurre l'automobile, poiché aveva in corpo un mix di antidepressivi e anestetici, si mise ugualmente alla guida. Per molti anni successivi non si hanno notizie sulla vita privata dell'attore. Nel novembre 2019 rende pubblica la sua relazione con l'artista Alexandra Grant, da lungo tempo sua amica.

## Filmografia

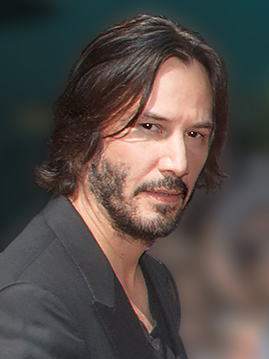
Keanu Reeves al Toronto International Film Festival 2013

### Attore

#### Cinema
- One Step Away, regia di Robert Fortier – cortometraggio (1985)
- Spalle larghe (Youngblood), regia di Peter Markle (1986)
- Il sogno di Robin (Flying), regia di Paul Lynch (1986)
- I ragazzi del fiume (River's Edge), regia di Tim Hunter (1986)
- La notte prima (The Night Before), regia di Thom Eberhardt (1988)
- Il peso del ricordo (Permanent Record), regia di Marisa Silver (1988)
- Il principe di Pennsylvania (The Prince of Pennsylvania), regia di Ron Nyswaner (1988)
- Le relazioni pericolose (Dangerous Liaisons), regia di Stephen Frears (1988)
- Bill & Ted's Excellent Adventure, regia di Stephen Herek (1989)
- Parenti, amici e tanti guai (Parenthood), regia di Ron Howard (1989)
- Ti amerò... fino ad ammazzarti (I Love You to Death), regia di Lawrence Kasdan (1990)
- Zia Giulia e la telenovela (Tune in Tomorrow...), regia di Jon Amiel (1990)
- Providence, regia di David Mackay (1991)
- Point Break - Punto di rottura (Point Break), regia di Kathryn Bigelow (1991)
- Un mitico viaggio (Bill & Ted's Bogus Journey), regia di Peter Hewitt (1991)
- Belli e dannati (My Own Private Idaho), regia di Gus Van Sant (1991)
- Dracula di Bram Stoker (Bram Stoker's Dracula), regia di Francis Ford Coppola (1992) – Jonathan Harker
- Freaked - Sgorbi (Freaked), regia di Tom Stern e Alex Winter (1993) – non accreditato
- Molto rumore per nulla (Much Ado About Nothing), regia di Kenneth Branagh (1993)
- Cowgirl - Il nuovo sesso (Even Cowgirls Get the Blues), regia di Gus Van Sant (1993)
- Piccolo Buddha (Little Buddha), regia di Bernardo Bertolucci (1993) – Siddhārtha
- Speed, regia di Jan de Bont (1994)
- Johnny Mnemonic, regia di Robert Longo (1995)
- Il profumo del mosto selvatico (A Walk in the Clouds), regia di Alfonso Arau (1995)
- Reazione a catena (Chain Reaction), regia di Andrew Davis (1996)
- Due mariti per un matrimonio (Feeling Minnesota), regia di Steven Baigelman (1996)
- L'ultima volta che mi sono suicidato (The Last Time I Committed Suicide), regia di Stephen Kay (1997)
- L'avvocato del diavolo (The Devil's Advocate), regia di Taylor Hackford (1997)
- Matrix (The Matrix), regia di Andy e Larry Wachowski (1999) – Neo
- Me and Will, regia di Melissa Behr e Sherrie Rose (1999) – cameo
- Le riserve (The Replacements), regia di Howard Deutch (2000)
- The Watcher, regia di Joe Charbanic (2000)
- The Gift, regia di Sam Raimi (2000)
- Sweet November - Dolce novembre (Sweet November), regia di Pat O'Connor (2001)
- Hardball, regia di Brian Robbins (2001)
- Matrix Reloaded (The Matrix Reloaded), regia di Andy e Larry Wachowski (2003) – Neo
- Matrix Revolutions (The Matrix Revolutions), regia di Andy e Larry Wachowski (2003) – Neo
- Tutto può succedere - Something's Gotta Give (Something's Gotta Give), regia di Nancy Meyers (2003)
- Ellie Parker, regia di Scott Coffey (2005)
- Thumbsucker - Il succhiapollice (Thumbsucker), regia di Mike Mills (2005)
- Constantine, regia di Francis Lawrence (2005) – John Constantine
- Echo, regia di Stephen Hamel – cortometraggio (2005)
- A Scanner Darkly - Un oscuro scrutare (A Scanner Darkly), regia di Richard Linklater (2006)
- La casa sul lago del tempo (The Lake House), regia di Alejandro Agresti (2006)
- La notte non aspetta (Street Kings), regia di David Ayer (2008)
- Ultimatum alla Terra (The Day the Earth Stood Still), regia di Scott Derrickson (2008) – Klaatu
- La vita segreta della signora Lee (The Private Lives of Pippa Lee), regia di Rebecca Miller (2009)
- Henry's Crime, regia di Malcolm Venville (2010)
- Generation Um..., regia di Mark Mann (2012)
- Man of Tai Chi, regia di Keanu Reeves (2013)
- 47 Ronin, regia di Carl Rinsch (2013)
- Extreme Pursuit, regia di Guonan Liu – cortometraggio direct-to-video (2013)
- John Wick, regia di Chad Stahelski (2014)
- Knock Knock, regia di Eli Roth (2015)
- Nell'ombra di un delitto (Exposed), regia di Gee Malik Linton (2016)
- Anyone Can Quantum, regia di Alex Winter – cortometraggio (2016)
- Una doppia verità (The Whole Truth), regia di Courtney Hunt (2016)
- The Neon Demon, regia di Nicolas Winding Refn (2016)
- The Bad Batch, regia di Ana Lily Amirpour (2016)
- The Film Prayer, regia di Aaron Van Domelen – cortometraggio (2016)
- Fino all'osso (To the Bone), regia di Marti Noxon (2017)
- John Wick - Capitolo 2 (John Wick: Chapter 2), regia di Chad Stahelski (2017)
- A happening of monumental proportions, regia di Judy Greer (2017)
- SPF-18, regia di Alex Israel (2017) - cameo
- Siberia, regia di Matthew Ross (2018)
- Destinazione matrimonio (Destination Wedding), regia di Victor Levin (2018)
- Replicas, regia di Jeffrey Nachmanoff (2018)
- John Wick 3 - Parabellum (John Wick: Chapter 3 - Parabellum), regia di Chad Stahelski (2019)
- Finché forse non vi separi (Always Be My Maybe), regia di Nahnatchka Khan (2019) - cameo
- Between Two Ferns: Il film (Between Two Ferns: The Movie), regia di Scott Aukerman (2019)
- SpongeBob - Amici in fuga (The SpongeBob Movie: Sponge on the Run), regia di Tim Hill (2020)
- Bill & Ted Face the Music, regia di Dean Parisot (2020)
- Matrix Resurrections (The Matrix Resurrections), regia di Lana Wachowski (2021) – Neo
- John Wick 4 (John Wick: Chapter 4), regia di Chad Stahelski (2023)
- Palo Alto Networks: This is Precision AI - Origin – cortometraggio (2024)
- Ballerina, regia di Len Wiseman (2025)

#### Televisione
- Hangin' In – serie TV, episodio 4x14 (1984)
- Night Heat – serie TV, episodi 1x01-1x02 (1985)
- Terapia di gruppo, regia di Jack Bender – film TV (1985)
- Comedy Factory – serie TV, episodio 1x08 (1985)
- L'esecuzione... una storia vera (Act of Vengeance), regia di John Mackenzie – film TV (1986)
- Disneyland – serie TV, episodio 30x13 (1986)
- Giustizia violenta (The Brotherhood of Justice), regia di Charles Braverman – film TV (1986)
- La strada buia (Under the Influence), regia di Thomas Carter – film TV (1986)
- Il fantastico mondo dei giocattoli (Babes in Toyland), regia di Clive Donner – film TV (1986)
- Trying Times – serie TV, episodio 1x06 (1987)
- American Playhouse – serie TV, episodio 8x08 (1989)
- The Tracey Ullman Show – serie TV, episodio 4x11 (1989)
- Action – serie TV, episodio 1x01 (1999)
- Easy to Assemble – serie TV, episodio 2x02 (2009)
- Interrogations Gone Wrong – serie TV, episodio 1x06 (2015)
- Swedish Dicks – serie TV, 13 episodi (2016-2018)
- Scissione (Severance) – serie TV, episodio 2x01 (2025)

#### Videogiochi
- Cyberpunk 2077, regia di Adam Badowski - videogioco (2020) – motion capture

#### Videoclip
- Paula Abdul Rush Rush, regia di Stefan Würnitzer (1991)
- Anthrax Safe Home, regia di Robert Carlsen (2003)

#### Pubblicità
- Coke is it! (1984) - per The Coca-Cola Company
- Inventory Sale (1986) - per Inventory Sale
- Kellogg's Corn Flakes (1987) - per Kellogg's
- MTV Music Televisiom (1987) - per MTV

### Doppiatore

#### Cinema
- Storia di un ragazzo (Kid's Story), episodio di Animatrix, regia di Shin'ichirō Watanabe – direct-to-video (2003) – Neo
- Keanu, regia di Peter Atencio (2016)
- Toy Story 4, regia di Josh Cooley (2019)
- DC League of Super-Pets, regia di Jared Stern e Sam Levin (2022) – Batman
- BRZRKR Volume Two, regia di D.S. Bradford – cortometraggio direct-to-video (2022)
- Sonic 3 - Il film (Sonic the Hedgehog 3), regia di Jeff Fowler (2024) – Shadow the Hedgehog
- A Very Sonic Christmas, regia di David H. Brooks – cortometraggio (2024) – Shadow the Hedgehog

#### Televisione
- Bill & Ted's Excellent Adventures – serie animata, 13 episodi (1990)
- Quantum Is Calling, regia di Alex Winter – cortometraggio TV (2016)
- Secret Level – serie animata, episodio 1x08 (2024)

#### Videogiochi
- Enter the Matrix, regia di Lana e Lilly Wachowski (2003) – Neo
- Cyberpunk 2077, regia di Adam Badowski - videogioco (2020)
- The Matrix Awakens: An Unreal Engine 5 Experience, regia di James McTeigue e Lana Wachowski (2021) – Neo
- Cyberpunk 2077: Phantom Liberty, regia di Gabriel Amantangelo (2023)
- Shadow Generations, regia di Yuka Kobayashi e Katsuyuki Shigihara – videogioco (2024) – Shadow the Hedgehog

### Produttore

#### Cinema
- Henry's Crime, regia di Malcolm Venville (2010)
- Rivoluzione digitale (Side by Side), regia di Christopher Kenneally – documentario (2012)
- Side by Side Extra: Volume One, regia di Christopher Kenneally – documentario (2014)
- Side by Side Extra: Volume Two, regia di Christopher Kenneally – documentario (2014)
- Side by Side Extra: Volume Three, regia di Christopher Kenneally – documentario (2014)
- Side by Side Extra: Volume Four, regia di Christopher Kenneally – documentario (2014)
- Side by Side Extra: Volume Five, regia di Christopher Kenneally – documentario (2014)
- Knock Knock, regia di Eli Roth (2015)
- Nell'ombra di un delitto (Exposed), regia di Gee Malik Linton (2016)
- Arch: The Story, regia di Todd Grossman – cortometraggio (2016)
- Siberia, regia di Matthew Ross (2018)
- Replicas, regia di Jeffrey Nachmanoff (2018)
- Already Gone, regia di Christopher Kenneally (2019)
- Salacia, regia di Reina Gossett – cortometraggio (2019)
- Mary of Ill Fame, regia di Reina Gossett – cortometraggio (2022)
- John Wick 4 (John Wick: Chapter 4), regia di Chad Stahelski (2023)
- Hail Mary, regia di Rosemary Rodriguez (2023)

#### Televisione
- Brawn: The Impossible Formula 1 Story, regia di Daryl Goodrich – miniserie TV (2023)
- The Arch Project – miniserie TV (2025)

### Regista
- Man of Tai Chi (2013)

## Discografia

### Solista

#### Partecipazioni
- 1997 - AA.VV. HitDisc 231L, con il brano Keanu Reeves
- 1997 - James Newton Howard Devil's Advocate (Music From The Motion Picture), nel brano Finale
- 2003 - AA.VV. Influences & Connections Volume One: Mr. Big, con il brano Shine
- 2017 - AA.VV. The Bad Batch (Original Motion Picture Soundtrack)
- 2000 - John Debney The Replacements, nel brano The Replacements Remix

### Con Dogstar

#### Album in studio
- 1996 - Our Little Visionary
- 2000 - Happy Ending
- 2023 - Somewhere Between the Power Lines and Palm Trees

#### Raccolte
- 2000 - The Complete Collection

#### EP
- 1996 - Quattro Formaggi

#### Singoli
- 1994 - Illuminati Fabricati
- 1996 - Honesty Anyway (Zoo Entertainment)
- 1999 - Cornerstore (Ultimatum Music)
- 2023 - Everything Turns Around (Dillon Street Records)
- 2023 - Breach (Dillon Street Records)
- 2023 - Glimmer (Dillon Street Records)
- 2024 - Misery
- 2024 - Song E
- 2024 - Placebo
- 2024 - Sb6480
- 2024 - Stamp

### Raccolte
- 2004 - AA.VV. Influences & Connections - Volume One: Mr. Big, con il brano Shine

## Libri

### Narrativa
- (EN) Keanu Reeves, Ode to Happines, illustrazioni di Alexandra Grant, Steidl, Slp Edition, 2011, ISBN 978-3869302096.
- (EN) Keanu Reeves e China Miéville, The Book of Elsewhere, BRZRKR, New York, Del Rey, 2024, ISBN 9780593446591.

### Fumetti
- Serie BRZRKR:
  - (EN) Keanu Reeves e Matt Kindt, BRZRKR, illustrazioni di Ron Garney, BRZRKR, vol. 1, Los Angeles, BOOM! Studios, 2021, ISBN 9781684156856.
  - (EN) Keanu Reeves e Matt Kindt, BRZRKR, illustrazioni di Ron Garney, BRZRKR, vol. 2, Los Angeles, BOOM! Studios, 2022, ISBN 9781684158157.
  - (EN) Keanu Reeves e Matt Kindt, BRZRKR, illustrazioni di Ron Garney, BRZRKR, vol. 3, Los Angeles, BOOM! Studios, 2023, ISBN 9781684158157.
  - (EN) Keanu Reeves e Matt Kindt, BRZRKR, illustrazioni di Ron Garney, BRZRKR, Deluxe Edition, Los Angeles, BOOM! Studios, 2024, ISBN 9781934506707.
  - (EN) Keanu Reeves, Steve Skroce e Mattson Tomlin, BRZRKR. Bloodline, illustrazioni di Steve Skroce e Rebekah Isaacs, BRZRKR, vol. 1, Los Angeles, BOOM! Studios, 2024, ISBN 9781608861491.
  - (EN) Keanu Reeves, BRZRKR. Bloodline, illustrazioni di Ron Garney, BRZRKR, vol. 2, Los Angeles, BOOM! Studios, 2024, ISBN 9781637969571.

## Riconoscimenti (parziale)
- MTV Movie Awards

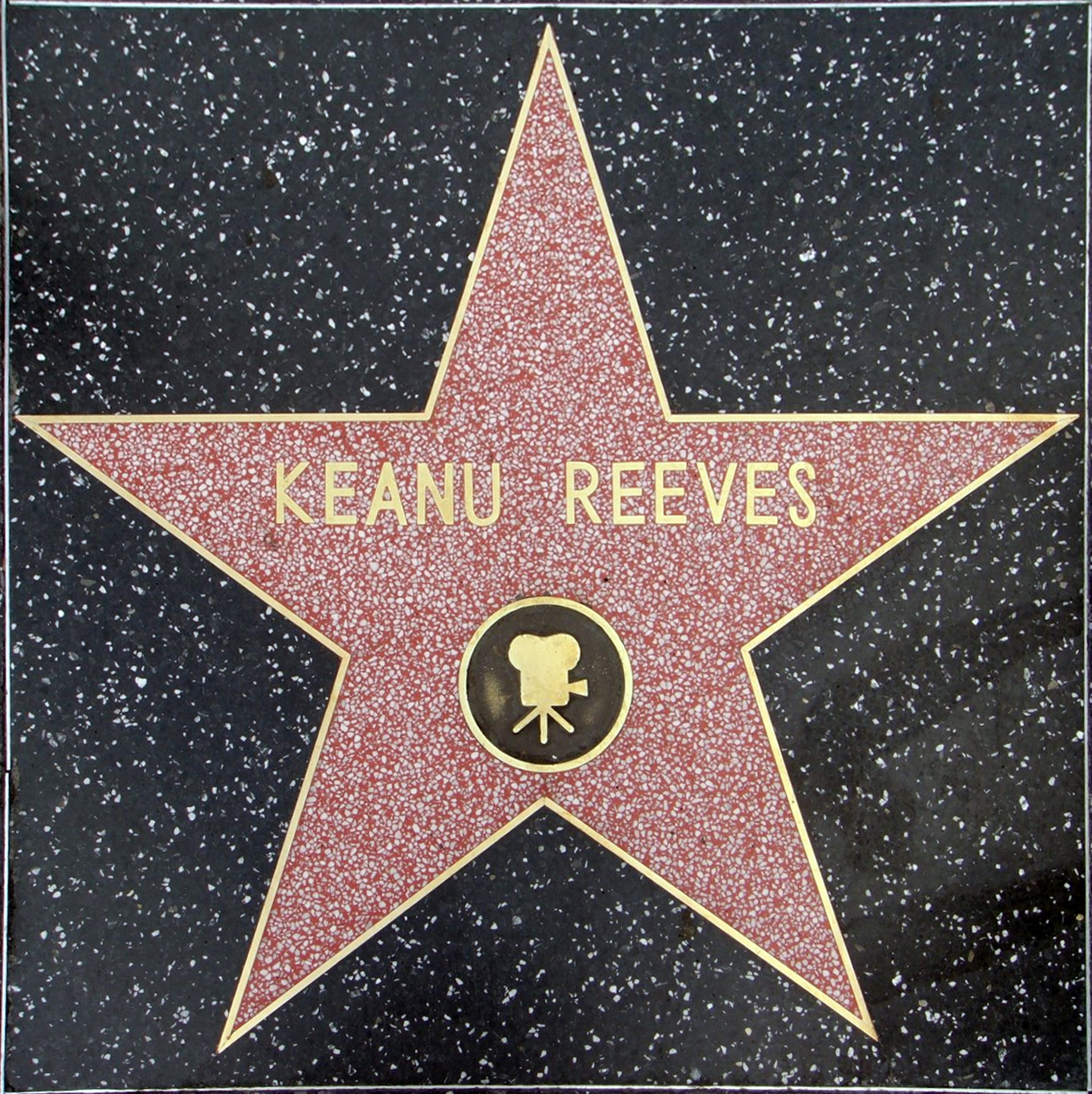
La stella della Hollywood Walk of Fame

  - 1992 – Attore più attraente per Point Break – Punto di rottura
  - 1995 – Candidatura all'attore più attraente per Speed
  - 1995 – Candidatura al miglior bacio (condiviso con Sandra Bullock) per Speed
  - 1995 – Candidatura alla migliore performance maschile per Speed
  - 1995 – Miglior coppia (condiviso con Sandra Bullock) per Speed
  - 1996 – Candidatura all'attore più attraente per Il profumo del mosto selvatico
  - 1996 – Candidatura al miglior bacio (condiviso con Aitana Sánchez-Gijón) per Il profumo del mosto selvatico
  - 2000 – Candidatura alla miglior coppia (condiviso con Laurence Fishburne) per Matrix
  - 2000 – Miglior combattimento (condiviso con Laurence Fishburne) per Matrix
  - 2000 – Migliore performance maschile per Matrix
  - 2004 – Candidatura al miglior bacio (condiviso con Monica Bellucci) per Matrix Reloaded
  - 2004 – Candidatura al miglior combattimento (condiviso con Hugo Weaving) per Matrix Reloaded

## Nella cultura di massa
- Keanu Reeves è protagonista di alcuni celebri meme di Internet, tra cui figurano:
  - Sad Keanu: l'attore è raffigurato seduto su una panchina e triste mentre mangia un tramezzino in un parco.[30][31]
  - Conspiracy Keanu: un giovanissimo Reeves dall'espressione spaventata, in un'immagine tratta da una scena del film Bill & Ted's Excellent Adventure del 1989, viene abbinato a domande di stampo complottistico e pseudofilosofico.[32]
  - Immortal Keanu: l'attore viene chiamato "immortale" a causa di una sua presunta somiglianza con figure storiche quali l'imperatore del Sacro Romano Impero Carlo Magno e l'attore Paul Mounet e a causa del suo mantenere un aspetto giovanile nonostante il passare del tempo.[33]
  - Un altro raffigura l'attore in posa frontale, in un'immagine proveniente dalla sua apparizione all'E3 2019 per la presentazione del gioco Cyberpunk 2077. Una variante di questo meme vede, accanto all'attore, un altro Keanu Reeves, ma in miniatura, chiamato Mini Keanu.[senza fonte]

## Doppiatori italiani
Nelle versioni in italiano delle opere in cui ha recitato, Keanu Reeves è stato doppiato da:
- Luca Ward in L'avvocato del diavolo, Matrix, Le riserve, The Watcher, The Gift, Sweet November - Dolce novembre, Hardball, Matrix Reloaded, Matrix Revolutions, Constantine, A Scanner Darkly - Un oscuro scrutare, La casa sul lago del tempo, La notte non aspetta, Ultimatum alla Terra, La vita segreta della signora Lee, Man of Tai Chi, John Wick, Nell'ombra di un delitto, Una doppia verità, The Bad Batch, John Wick - Capitolo 2, Destinazione matrimonio, Siberia, John Wick 3 - Parabellum, Between Two Ferns - Il film, SpongeBob - Amici in fuga, Matrix Resurrections, John Wick 4, Ballerina
- Francesco Prando in Molto rumore per nulla, Piccolo Buddha, Speed, Johnny Mnemonic, Il profumo del mosto selvatico, Reazione a catena, Due mariti per un matrimonio, Tutto può succedere - Something's Gotta Give, Henry's Crime, Generation Um..., 47 Ronin, Knock Knock, Fino all'osso, Replicas, Finché forse non vi separi, BIll & Ted Face the Music
- Andrea Ward ne I ragazzi del fiume, Parenti, amici e tanti guai
- Pino Insegno in Belli e dannati, Cowgirl - Il nuovo sesso
- Sandro Acerbo in Dracula di Bram Stoker, Thumbsucker - Il succhiapollice
- Loris Loddi ne Il fantastico mondo dei giocattoli
- Alberto Caneva ne Il sogno di Robin
- Nanni Baldini in Giustizia violenta
- Massimo Rossi in Le relazioni pericolose
- Marco Mete in Ti amerò... fino ad ammazzarti
- Fabrizio Manfredi in Zia Giulia e la telenovela
- Mauro Gravina in Point Break - Punto di rottura
- Riccardo Rossi in Un mitico viaggio
- Francesco Pannofino in Freaked - Sgorbi
- Fabio Boccanera in L'ultima volta che mi sono suicidato
- Lorenzo Scattorin in The Neon Demon

Da doppiatore è sostituito da:
- Luca Ward in Animatrix, Cyberpunk 2077, DC League of Super-Pets, Secret Level
- Claudio Moneta in Shadow Generations, Sonic 3 - Il film
- Corrado Guzzanti in Toy Story 4